# Ален Прост
Ален Мари Паскал Прост (на френски: Alain Marie Pascal Prost) е френски пилот и собственик на отбора от Формула 1 – Прост Гран При.

## Биография
Роден е на 24 февруари 1955 в град Лорет, близо до Сент Етиен, Франция. Изключителен пилот, с хладен ум и невероятно бърз на пистата.
Роден в семейство на дърводелец, Ален още от малък започва да учи занаята мебеларство. Преподавателите му от училище го охарактеризират като интелигентен и буден младеж, но доста своенравен и буен.
В младежките си години цел номер едно пред Ален е да стане футболист. Разбира се, поради тази причина той заделя много повече време за стадиона, отколкото за уроци и помощ у дома.
С времето тази страст избледнява, въпреки участието си като аматьор в долните дивизии на Френското футболно първенство. Футбола остава за Ален хоби за цял живот.
Негова страст вече е друг спорт, много по-опасен, много по-динамичен и запленяващ – автомобилните спортове вече са цел №1.
През 1973 г. участва в шампионата по картинг, като става шампион на Франция и Световен шампион.
На 20 години Ален Прост прави тестове на пистата „Пол Рикар“ във Франция пред жури, чийто председател е самия Кен Тирел. Младия французин поставя рекорд за скорост на пистата и привлича погледите на мениджърите. Оттук започва яркия му път във Формула 1.
През 1976 г. участва във Формула „Рено“ с кола „Бугати“.
Същата година става шампион.

## Формула 1

### Макларън: 1980

#### 1980
През 1980 година дебютира във Формула 1 в Аржентина като пилот на Макларън заедно с опитния пилот Джон Уотсън. На трасето в Буенос Айрес, той завърши 6-и като записва първите си точки още в първото състезание. Още четири последваха в Интерлагос, Брандс Хеч, и Зандвоорт. Прост завърши на 15-а позиция при пилотите, с 5 точки колкото има Емерсон Фитипалди. Въпреки доброто му начало на кариерата му във Формула 1, французина имаше много инциденти включително и в Киалами където си счупи китката си и в Уоткинс Глен като губейки съзнание по време на квалификациите. Макар че има още две години в контракта му с британския тим Ален реши да напусне отбора в посока Рено, поради многото инциденти в които участвал обвинявайки Макларън за това.

### Рено: 1981 – 83

#### 1981
Прост се присъедени във френския тим заедно с Рене Арну за 1981. Найджъл Роебук – писател който се занимава с моторспорт, разказвал отношението между двамата не е добро в началото на сезона, като Прост чувствително е по-бърз от своя опитен съотборник. Ален не завърши първите две състезания в Лонг Бийч и Жакарепагуа, поради инциденти с Андреа де Чезарис и Дидие Пирони. Последва 3-та позиция в Буенос Айрес, след което още четири отпадания преди да постигне първата си победа в Дижон, финиширайки две секунди пред съотборника си Джон Уотсън. Последва 2-ра позиция в Хокенхаймринг и още две победи в Зандвоорт и Монца и 2-ра позиция в Лас Вегас за да завърши на 5-а позиция при пилотите с 34-точки.

#### 1982
Прост спечели първите две състезания за сезон 1982 в Южна Африка и в Бразилия като последното, е след като Нелсън Пикет и Кеке Розберг бяха дисквалифицирани след състезанието. Той финишира в точките още четири пъти, но без победа. Макар седемтте отпадания през сезона Ален се оказва предентент за титлата заедно с още трима пилоти, но завърши четвърти с девет точки по-малко. Отношенията между него и Рене Арну още повече се влошиха след ГП на Франция. Също така отношениията с медиите също не бяха добри като разказва че през 1981 журналистите писали добри неща към него а в следващата година е определен като „лошото момче“.

#### 1983
С напускането на Арну в посока Ферари, американеца Еди Чийвър е новия съотборник на Прост. Французина поситгна още четири пол-позишъна по време на сезона включително и победи в Пол Рикар, Спа, Силвърстоун и Йостерейхринг. Прост финишира втори при пилотите на две точки от шампиона Нелсън Пикет който заедно с Брабам бяха пред всички останали. Прост се оказа изкупителната жертва от самия френски тим за това че не спечели титлата. Самия Ален е освободен от тима само два дни след последното състезание. Той реши да се върне при Макларън за 1984 като заедно със семейството си се премести да живее в Швейцария.

### Макларън: 1984 – 89

#### 1984
Французинът се върна в Макларън (управляван по това време от Рон Денис) за сезон 1984, като съотборник на Ники Лауда. Конструиран от Джон Барнард болид, MP4/2, Прост и Лауда доминираха сезона, като Ален завърши зад австриеца в класирането при пилотите със само половин точка разлика, въпреки че Прост спечели седем състезания за разлика от петте победи на Лауда. Тази половин точка разлика дойде от ГП на Монако 1984, където Прост водеше пред Аертон Сена с Толеман и Щефан Белоф с Тирел, преди главният секратар на състезанието Джаки Икс да прекрати състезанието след 31-вата обиколка, поради силния дъжд, чиято ситуация е спорна след като Икс показа червения флаг, без да се консултира със състезателните директори. Според правилата на Формула 1, Прост получи половината от деветте точки за победа.
Седемте му победи изравниха Прост с Джим Кларк по брой победи за един сезон.

#### 1985
Сезон 1985 е годината на Прост, като става първият френски пилот, печелейки световната титла на Формула 1. Той постигна пет победи по време на сезона. Той също така спечели ГП на Сан Марино, преди да бъде дисквалифициран след като колата му е намерена 2 кг. под нормалното за състезанието. Прост финишира на 20 точки пред вицешампиона Микеле Алборето с Ферари, а заради подвига си получи и титлата Орден на почетния легион.
Въпреки че се чувства горд да бъде първия френски пилот станал световен шампион, Прост е раздразнен от френските журналисти поради факта че в интервютата, за разлика от самия Ален, самият болид няма нищо общо с Франция. Отборът е британски (макар че е създаден от новозеландеца Брус Макларън), гумите са американски от Гудиър, двигателят е немски, шасито е направено от Неркулес Аероспейс в САЩ, и спонсориран от американска цигарена компания, Марлборо.

#### 1986
След края на 1985 в която Ники Лауда обяви окончателно своята състезателна кариера, Прост стана действащия номер 1 в отбора, като Кеке Розберг зае мястото на австриеца в Макларън. Прост успешно защити шампионската си титла след оспорвана битка с двамата пилоти на Уилямс, Нелсън Пикет и Найджъл Менсъл. Преди финалните етапи за ГП на Австралия, Прост се намираше на втора позиция зад Менсъл. Французинът имаше същия брой победи каквито има и Пикет, но имаше четири втори места, от трите на бразилеца, като така Прост е класиран втори пред Пикет. Докато Прост се намираше зад Пикет на трасето, Менсъл отпадна след като задна лява гума експлодира, карайки с близо 290 мили в час и катастрофира. От Уилямс решиха да пратят Пикет в бокса за смяна на гуми като предпазна мярка, докато Прост направи своя пит-спот преди това. Той след това запази лидерството си до финала като с това постигна и втората си титла.
Друго запомнащо се състезание е ГП на Сан Марино. Във финалната обиколка, горивото в болида на Прост е почти на привършване и французина трескаво насочваше машината наляво и надясно, за да запази достатъчно гориво на финала. Накрая Прост финишира заедно с финиширалия на трето място Герхард Бергер (който е затворен с обиколка) с Бенетон-БМВ. След състезанието Прост каза, че докато колата му вървеше почти без гориво, той моментално си помисли че ще загуби състезанието отново, споменавайки предишното издание за ГП на Сан Марино, където той е дисквалифициран.

#### 1988
1988 и 1989 година са съекипници в Макларън с друга легенда във Формула 1 – Аертон Сена. Целия сезон е радост за всички фенове, защото борбата между двамата пилоти на пистата е невероятно жестока и оспорвана, неповтаряна до днешни дни.

#### 1989
Прост става шампион отново, за трети път, през 1989 година, след края на сезона напуска тима на Макларън, където е спечелил три световни титли.

### Ферари

#### 1990
Тук има 31 старта за периода 1990 – 1991 година. Печели Гран При Великобритания 1990 година.

#### 1991
Най-злочеста за Ален обаче е 1992 година. След конфликт с шефовете на тима, Прост бива изгонен от Ферари и пропуска целия сезон.

### Уилямс

#### 1993
През 1993 година печели четвърта световната титла с екипа на Уилямс-Рено, след което напуска Формула 1.

## Прост
През 1998 година закупува тима от Формула 1 – „Лижие“ и създава свой собствен тим – „Прост Гран При“.
Неговият опит да създаде чисто френски тим, с двигатели – Пежо, гуми Мишлен, френски пилоти – Жан Алези и Оливие Панис е неуспешен и през 2001 година тимът фалира поради финансови дългове.
Състезава се в Andros Trophee с Dacia Duster.